# Acétylacétonate de vanadium(III)
Ne doit pas être confondu avec Acétylacétonate de vanadyle.
L'acétylacétonate de vanadium(III) est un composé de coordination de formule V(C5H7O2)3, parfois appelé V(acac)3. C'est un solide orange-brun soluble dans les solvants organiques.

## Structure et synthèse
Le complexe a une symétrie idéalisée D3. Comme les autres composés de V(III), il a un état fondamental triplet.
Le composé est préparé par réduction du vanadate d'ammonium en présence d'acétylacétone.

## Applications et recherches
V(acac)3 est un précatalyseur commun pour la production de polymères EPDM.
Il a également été démontr qu'il est un précurseur de nanostructures en pentoxyde de vanadium.